# 拉克斯

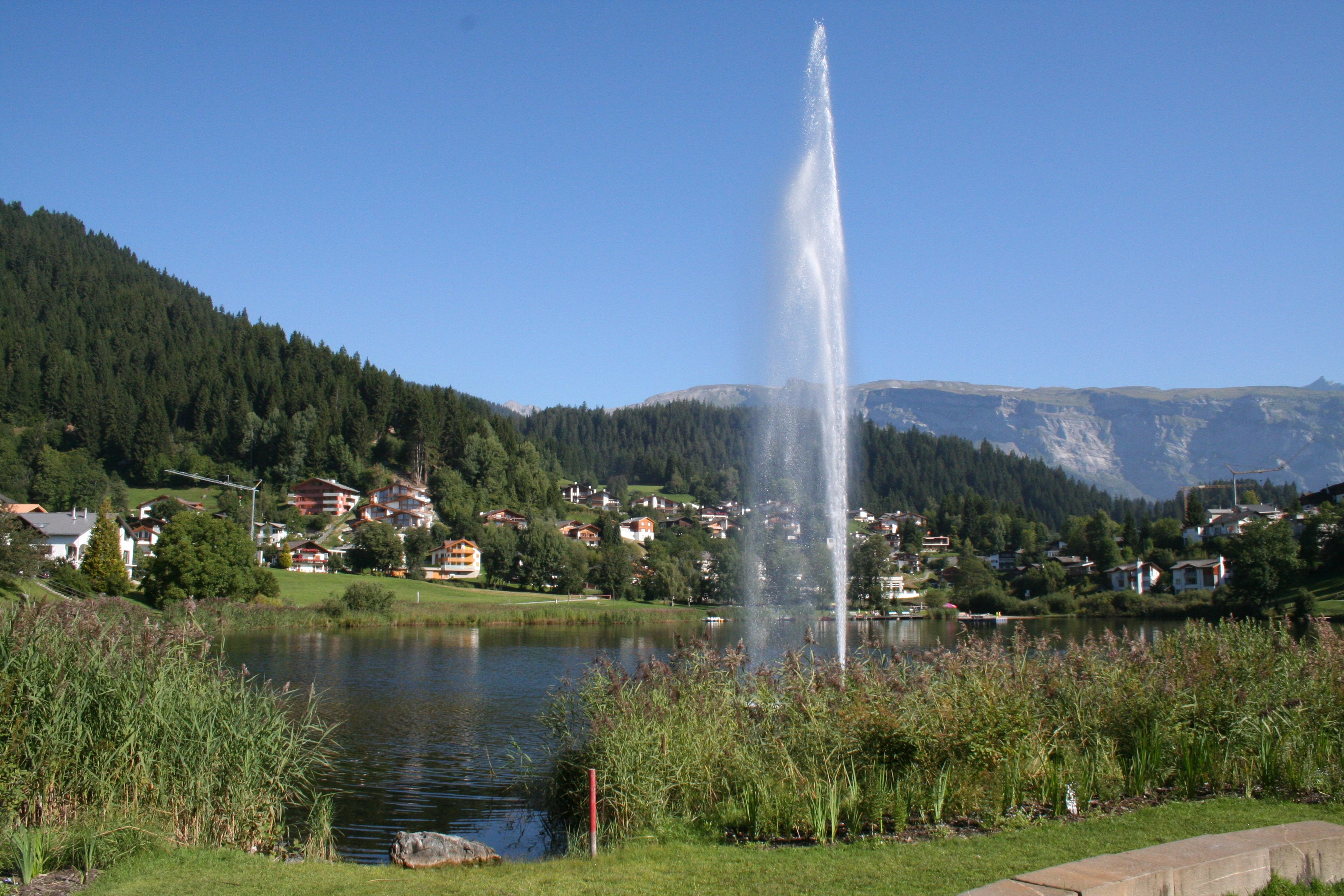

拉克斯是瑞士的城鎮，位於該國東部，由格勞賓登州負責管轄，面積31.71平方公里，海拔高度1,016米，2011年人口1,376，約七成人口信奉羅馬天主教，人口密度每平方公里43人。

## 外部連結
- Official website （页面存档备份，存于） （德文）
- Official Tourism website （页面存档备份，存于）
- Martin Bundi: 拉克斯在線上《瑞士歷史辭典》中的德文、法文或版詞條。
- Photos of Laax （页面存档备份，存于）